# Nagy István (színművész, 1909–1976)
Nagy István (Maroslekence, 1909. január 22. – Budapest, 1976. január 29.) magyar színész.

## Életpályája
Nagy Gábor és Nagy Julianna fia. 1927–1932 között a Kolozsvári I. Ferdinánd Király Tudományegyetem Bölcsészettudományi Karán tanult, utána Nagyenyeden és Kolozsvárott magyar-román szakos középiskolai tanár volt. 1934–1941 között a Thália és a Kolozsvári Nemzeti Színház egyik vezető színésze volt. 1941–1945-ben a budapesti Nemzeti Színház, 1946-tól a Fővárosi Operettszínház tagja, pályáján Miskolc, majd újra Budapesten a Petőfi és a Jókai Színház (a későbbi Thália Színház) következett. 1952-től 1963-ig a Állami Déryné Színház tagja volt, ahol 1972-ben még fellépett.
Erdély egyik legnépszerűbb színésze volt. 1940-től, amikor Magyarországra költözött, rendszeresen filmezett, többnyire főszerepeket játszott. Több ízben volt az első számú női sztár, Karády Katalin partnere, de játszott Szeleczky Zita, Fényes Alice és Simor Erzsi oldalán is.
Szerepelt az első magyar neorealista filmben, A hegyek lányában. Kiemelkedő szerepei voltak a revizionista hangokat megütő Elnémult harangok Simándy Pál tiszteletese, a Külvárosi őrszoba Tóth János rendőre. Mély jellemábrázoló képessége, izzó szenvedélye jól érvényesült az És a vakok látnak...  című megrendítő háborús filmdrámában, amelyben a fronton a szeme világát elvesztő Cseke Balázst formálta meg.
Alakításait mindig bensőségesség és nagy érzelmi-indulati töltöttség jellemezte. Korának előrehaladtával a megelevenített figurák egyre keserűbbekké váltak. Nagy István maga is mindinkább a pálya szélére szorult. A sztárrendszer elmúltával nem igazán jutott neki képességeinek, színészi rangjának megfelelő feladat.

### Magánélete
Felesége Haáz Joli színésznő volt, akit 1940-ben Székelyudvarhelyen vett feleségül. Két gyermekük született: Anikó (1941-) jogász, a török-magyar filmrendező, Széfeddin Sefket bej (1913–1980) felesége és István (1946-) svájci nagykövet, amerikai, majd európai bankár.

## Főbb színházi szerepei
- Budai Nagy Antal (Kós Károly: Budai Nagy Antal)
- Ádám (Madách Imre: Az ember tragédiája)
- Ajnádi (Nyirő József: Jézusfaragó ember)
- Lowing (O’Neill: Mindörökké)
- Boros István (Hunyady Sándor)
- Konstantin (Herczeg Ferenc: Bizánc)
- Bánk (Katona József: Bánk bán)
- Christian (Rostand: Cyrano de Bergerac)
- Antonius (William Shakespeare: Julius Caesar)
- Kemény Egon–Nóti Károly–Földes Imre–Halász Rudolf: Fekete liliom

## Filmjei
- Elnémult harangok (1940)
- Egy éjszaka Erdélyben (1941)
- Kísértés (1941)
- Külvárosi őrszoba (1942)
- A hegyek lánya (1942)
- Fekete Hajnal (1942)
- Negyedíziglen (1942)
- Halálos csók (1942)
- Egy szív megáll (1942)
- Féltékenység (1943)
- És a vakok látnak... (1943)
- A Benedek ház (1943)
- Gazdátlan asszony (1944)
- A két Bajthay (1944)
- Költözik a hivatal (1953, rövidfilm)
- Csendes otthon (1957)
- Egyiptomi történet (1962)
- Kincskereső kisködmön (1963, TV rövidfilm)